# Friedhof Baumschulenweg
| Friedhof Baumschulenweg          | Friedhof Baumschulenweg                        |
| -------------------------------- | ---------------------------------------------- |
| Torgebäude (Alter Friedhofsteil) |                                                |
| Basisdaten                       |                                                |
| Name:                            | Städtischer Friedhof Baumschulenweg            |
| Adresse:                         | Kiefholzstraße 211/216 und 222 in 12437 Berlin |
| Bezirk:                          | Treptow-Köpenick                               |
| Größe:                           | 32,2 Hektar                                    |

Der weitläufige städtische Friedhof Baumschulenweg im Berliner Bezirk Treptow-Köpenick liegt beiderseits der Kiefholzstraße und umfasst zwei Bereiche: den 1911 angelegten „Alten Teil“ westlich der Kiefholzstraße (Kiefholzstraße 211) mit dem Krematorium Baumschulenweg sowie den 1936 angelegten „Neuen Teil“ östlich der Kiefholzstraße (Kiefholzstraße 222). Seit 1963 finden auf dem Friedhof ausschließlich Urnenbestattungen statt. Die Gesamtfläche des Friedhofs belief sich 2004 auf rund 322 000 m², einige Teilbereiche sind inzwischen für neue Bestattungen geschlossen und stehen als Gartendenkmal auf der Berliner Denkmalliste. Der Friedhof Baumschulenweg grenzt nördlich an das Waldgebiet Königsheide.

## Geschichte

### 1911 bis 1935
Im Jahre 1911 herrschte im damals noch selbstständigen Ort Baumschulenweg Mangel an Bestattungsfläche. Auf dem Friedhof an der Neuen Krugallee, der im Juli 1878 eingeweiht worden war, konnte nur noch begrenzt bestattet werden, so dass sich die Forstfinanzbehörde zur Schaffung eines neuen Friedhofs am Rande des Waldgebietes Königsheide entschloss. Mit dem Entwurf des neuen Friedhofs auf der Fläche zwischen der Kiefholzstraße, der Südostallee und dem Britzer Verbindungskanal wurden die Architekten Erich Bientz und Mathias Bardenheuer sowie der Gartendirektor Ernst Harrich betraut. Da das für den neuen Friedhof vorgesehene Gelände Jahrzehnte zuvor teilweise als Rieselfeld genutzt worden war, mussten die Flächen den notwendigen hygienischen Anforderungen entsprechend aufbereitet werden.
Durch den raschen Baufortschritt konnte der Friedhof Baumschulenweg noch 1911 eröffnet werden. Die Anlage hatte damals die Größe von fünf Hektar und bot Platz für rund 10.000 Gräber. Da in Preußen in diesem Jahr außerdem die Feuerbestattung gesetzlich zugelassen wurde, ergänzten die Architekten Bientz und Bardenheuer den gerade fertiggestellten Friedhof um ein Krematorium, das in den Jahren 1912 bis 1913 als neoklassischer Zentralbau mit Kuppel errichtet wurde. Gartendirektor Harrich entwarf einen Urnenhain, der südlich des Krematoriumsgebäudes angelegt wurde. Die Einweihung des als zentraler Blickfang in der Mitte des Friedhofsgeländes gelegenen Krematoriums Baumschulenweg erfolgte am 20. Juni 1913. Es war damals neben dem Krematorium Berlin-Wedding das zweite der Stadt.
In den folgenden Jahrzehnten wurde der Friedhof Baumschulenweg mehrfach erweitert, so dass sich die Bestattungsfläche westlich der Kiefholzstraße schließlich auf 16,5 Hektar ausdehnte.

### 1936 bis 1949
1936 wurde aufgrund des anhaltenden Bevölkerungswachstums im Süden Berlins und dem daraus folgenden steigenden Bedarf an Begräbnisstätten der sogenannte „Neue Teil“ des Friedhofs angelegt, der vom seit 1911 bestehenden ursprünglichen Teil lediglich durch den Verlauf der Kiefholzstraße getrennt ist. Den Haupteingang flankieren noch heute zwei gleichartig gehaltene Torhäuschen, die man anfangs als Feierhalle nutzte.

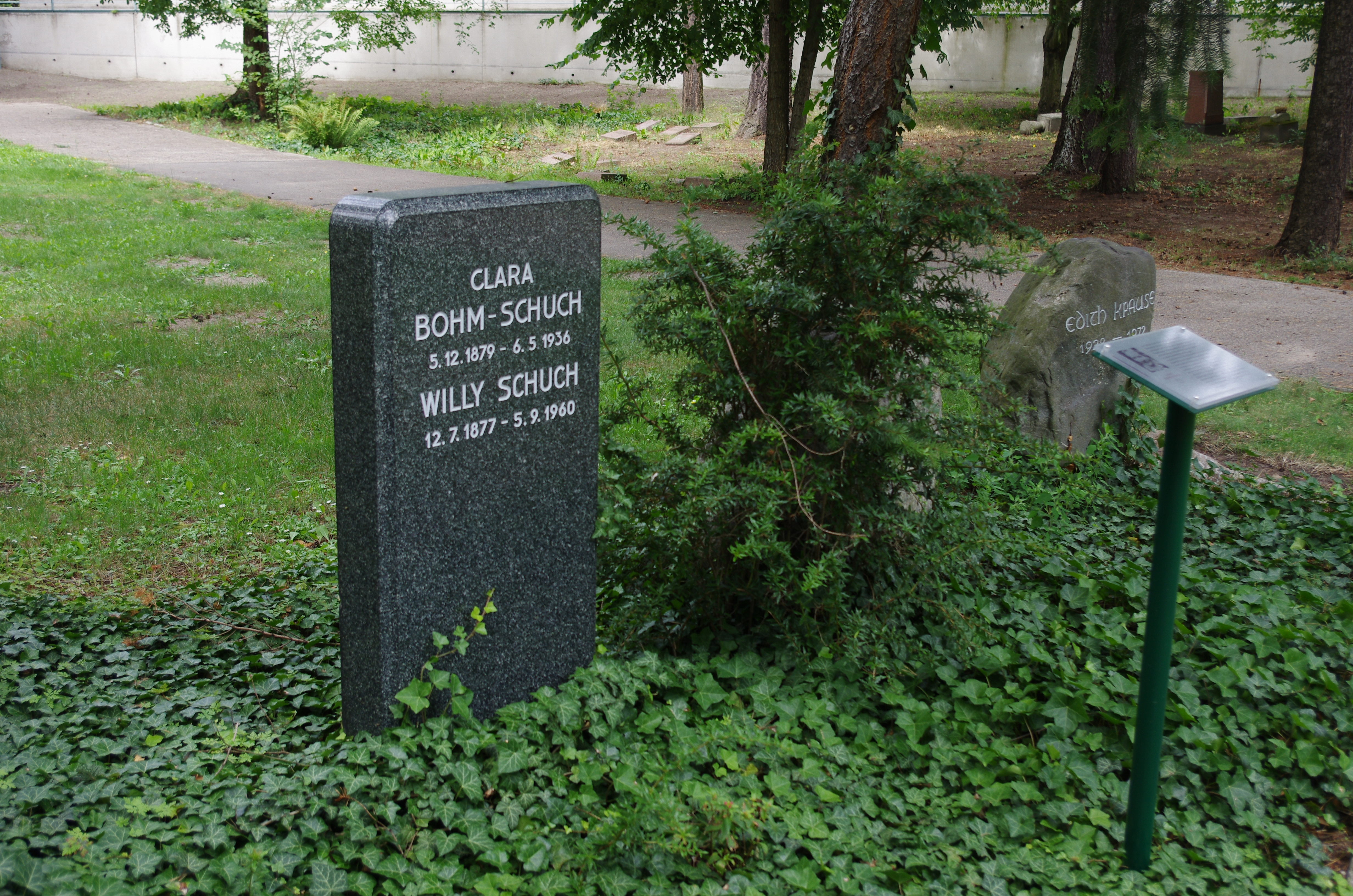
Grab von Clara Schuch

Am 12. Mai 1936 wurde auf alten Teil des Friedhofs Baumschulenweg die frühere SPD-Reichstagsabgeordnete Clara Schuch beigesetzt. Dass zur Trauerfeier 5.000 Menschen erschienen, um ihr das letzte Geleit zu geben, wurde als stumme Demonstration gegen die nationalsozialistischen Machthaber angesehen.
In der Zeit von Juni 1940 bis August 1941 wurde das Krematorium Baumschulenweg auch zur Einäscherung von insgesamt 2.300 ermordeten Häftlingen aus den Konzentrationslagern Sachsenhausen und Dachau sowie von Opfern der sogenannten Aktion T4 genutzt. Die Leichen wurden dafür in Güterwaggons nach Berlin zur Verbrennung transportiert. Eine Gedenkstätte (siehe unten) erinnert auch an diese Opfer des Nationalsozialismus.
Zum Ende des Zweiten Weltkriegs wurde das Krematorium Baumschulenweg durch Kampfhandlungen beträchtlich beschädigt, konnte aber dennoch ab dem 10. Juni 1945 den Bestattungsbetrieb wieder aufnehmen.

### 1949 bis 1989
In den Jahren 1950–1952 erfolgte ein Neubau des Krematoriums. Anstelle des 1913 fertiggestellten neoklassischen Zentralbaus mit Kuppel entstand nun ein Rechteckbau mit Flachdach. Das heute noch vorhandene Torhaus des Friedhofes erinnert an die damalige Architektur. Danach gab es bis zum Ende der DDR kaum noch bauliche Erneuerungen.

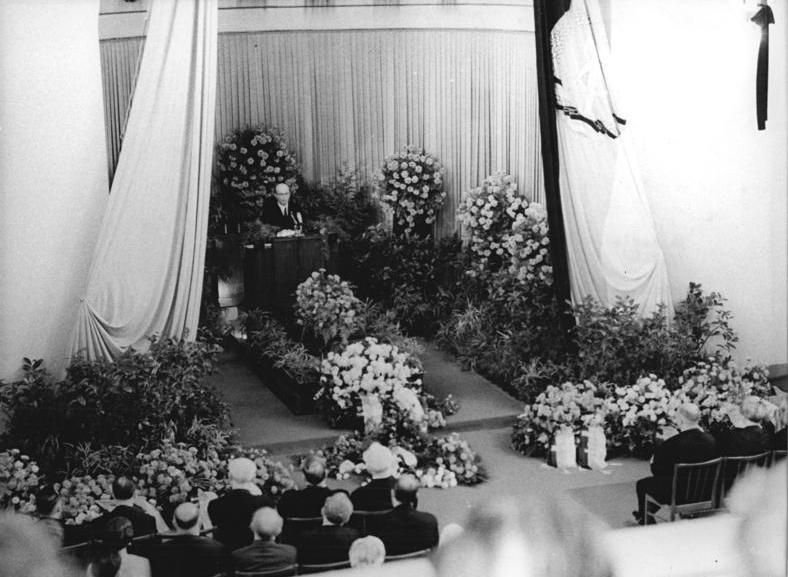
Trauerfeier für Otto Nagel im Krematorium Baumschulenweg (1967)

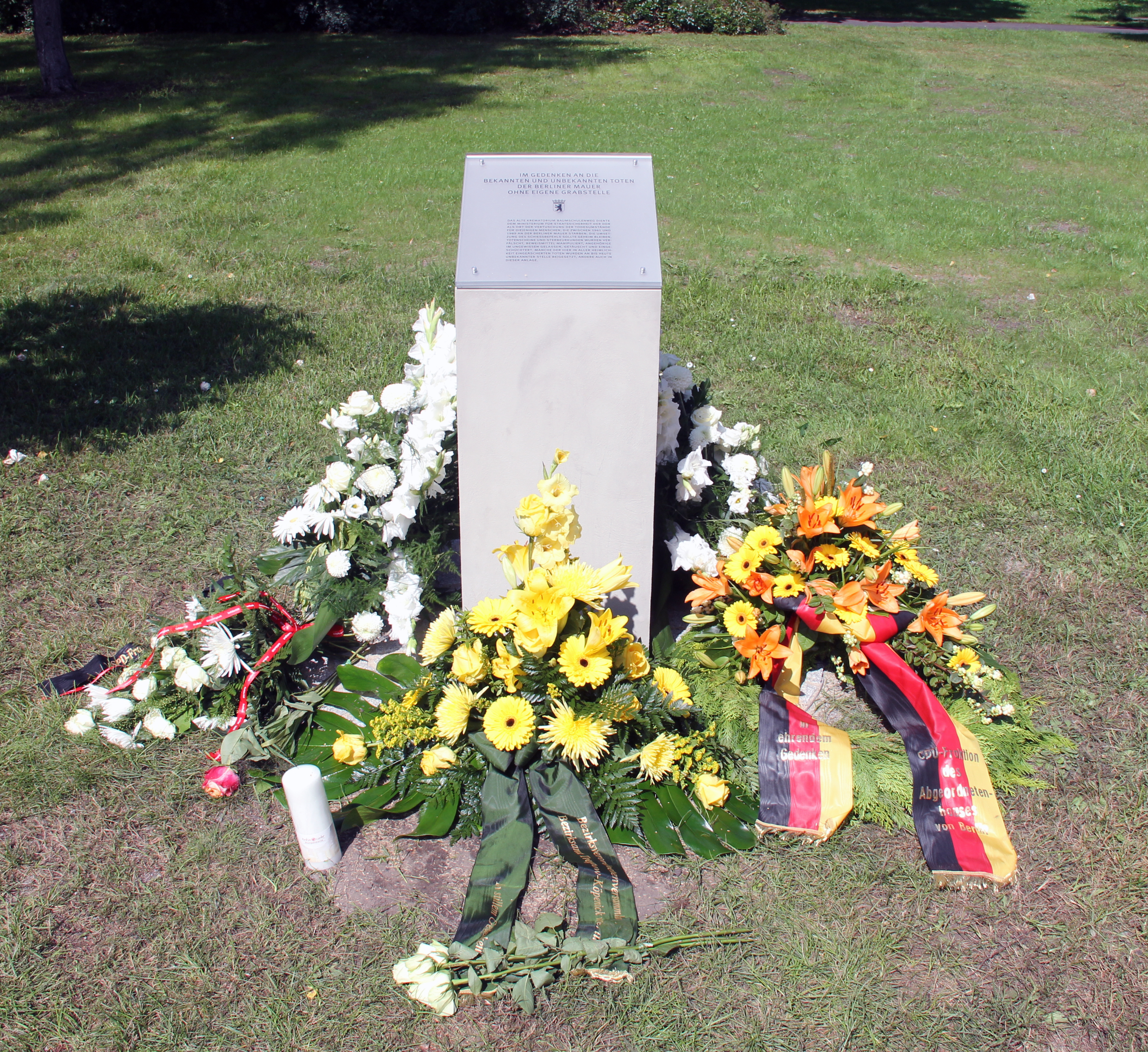
Gedenktafel für Opfer des DDR-Grenzregimes (2016)

Ab 1961 konnte das Krematorium Baumschulenweg wegen des Baus der Mauer von West-Berlin aus nicht mehr genutzt werden. Während es in West-Berlin die Krematorien Wedding (seit 1912), Wilmersdorf (seit 1922) und Ruhleben (seit 1975) gab,  war das Krematorium Baumschulenweg die einzige Feuerbestattungsanlage im Osten der Stadt.
1963 wurden auf dem Friedhof Baumschulenweg die Erdbestattungen eingestellt, was einerseits an der Nähe zum Wasserschutzgebiet und andererseits an einem Wechsel in der Bestattungskultur lag. Mit der Entwicklung einer eigenständigen Sepulkralkultur in der DDR ab Anfang der 1960er Jahre nahm der Anteil der Feuerbestattungen auch in Ost-Berlin rasant zu. Als einzige Feuerbestattungsanlage im Osten der Stadt stellte diese Situation das Krematorium Baumschulenweg vor besondere Herausforderungen. Hier wurden unter anderem fast sämtliche Personen eingeäschert, die im Auftrag der SED-Führung ein Ehrengrab auf dem Zentralfriedhof Friedrichsfelde (in der Gedenkstätte der Sozialisten oder der Gräberanlage Pergolenweg) erhielten. Auch die Staatsbegräbnisse von Wilhelm Pieck, Otto Grotewohl und Walter Ulbricht fanden im Krematorium Baumschulenweg statt. Das Ministerium für Staatssicherheit nutzte das Krematorium Baumschulenweg während der deutschen Teilung, um Todesopfer an der Berliner Mauer unauffällig einäschern zu lassen. Dabei traten die Ministeriumsangehörigen meist als Volkspolizisten auf und verschleierten sowohl ihre eigene Identität als auch die der Toten. Seit August 2016 erinnert eine Gedenktafel an diese Opfer des DDR-Grenzregimes.

### 1990 bis heute
In den Jahren 1996–1999 erfolgte ein Neubau des Krematoriums Baumschulenweg nach Plänen von Axel Schultes und Charlotte Frank. In der neuen Anlage können bis zu 13.000 Einäscherungen pro Jahr vorgenommen werden, drei verschieden große Feierhallen bieten Raum für 50 bis 250 Trauergäste.
Auf dem Friedhof Baumschulenweg sind heute folgende Bestattungsarten möglich: Urnengemeinschaftsanlagen, Urnenwandfächer, Urnenstelen, Urnenreihen- und wahlgrabstätten sowie Baumbeisetzungen.

## Anlage

### Alter Friedhofsteil

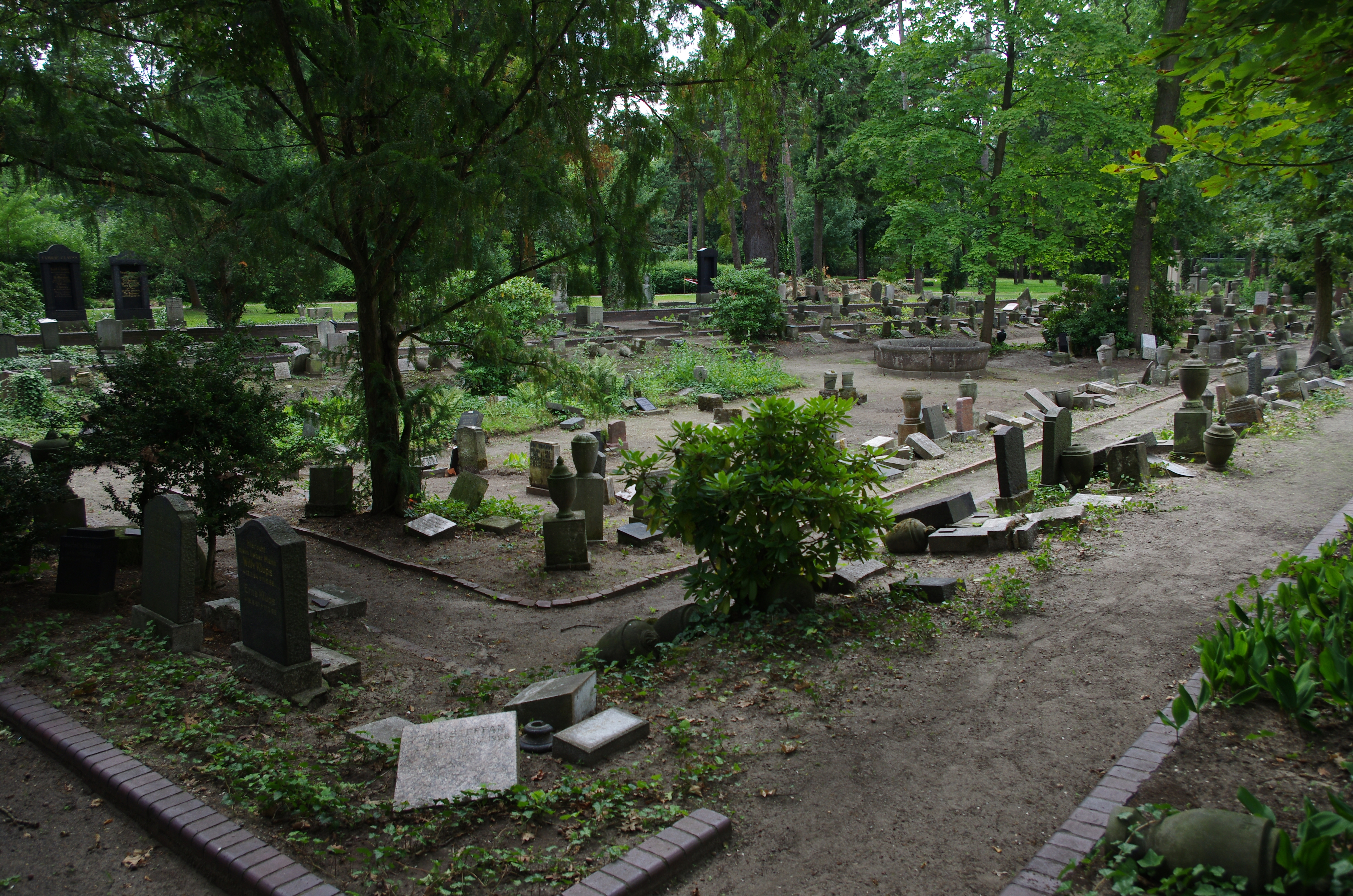
Urnenhain von 1913, Zustand vor der Restaurierung

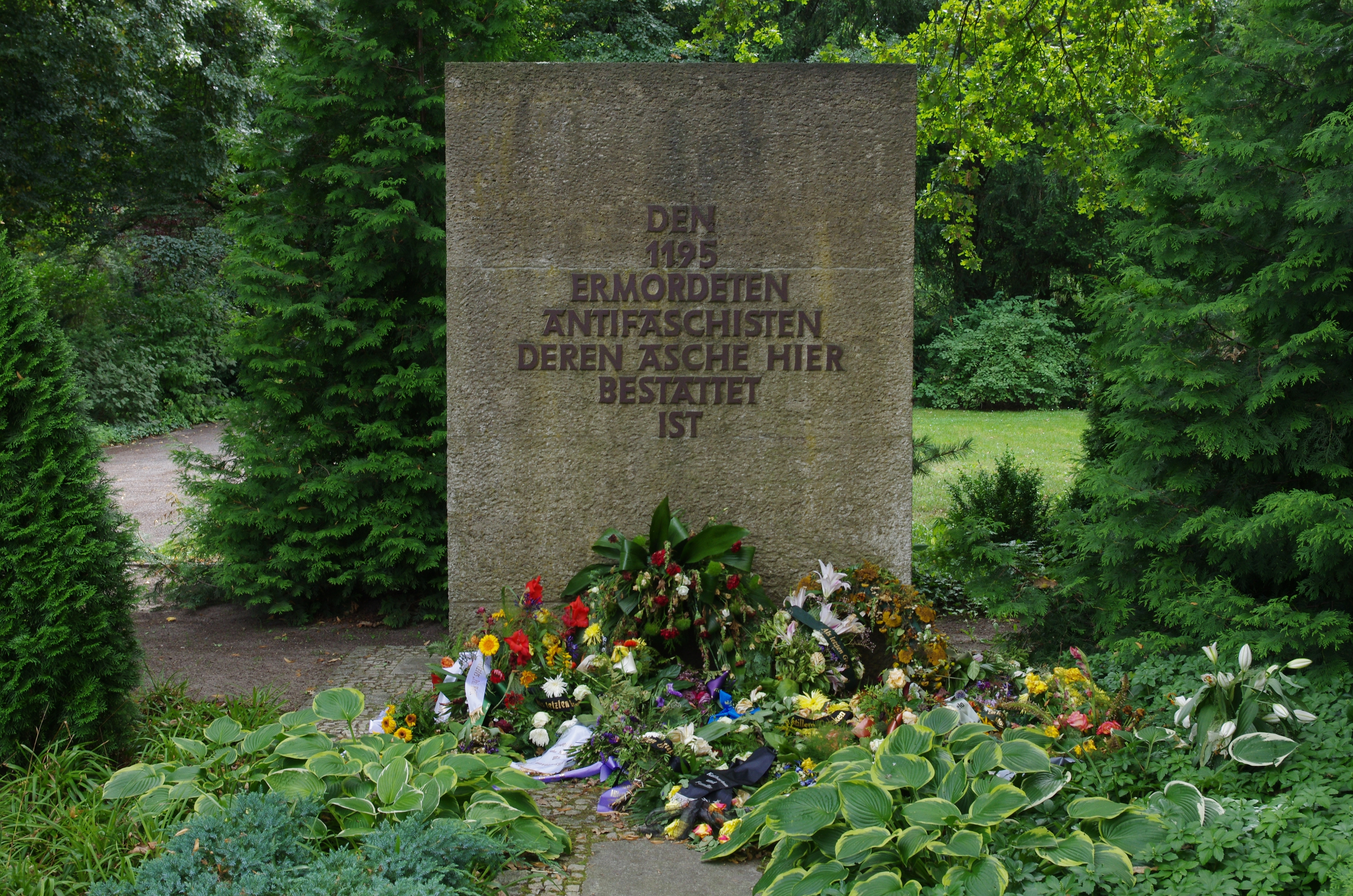
Gedenkstein von Fritz Cremer (1956) im Ehrenhain der 1195 ermordeten Antifaschisten

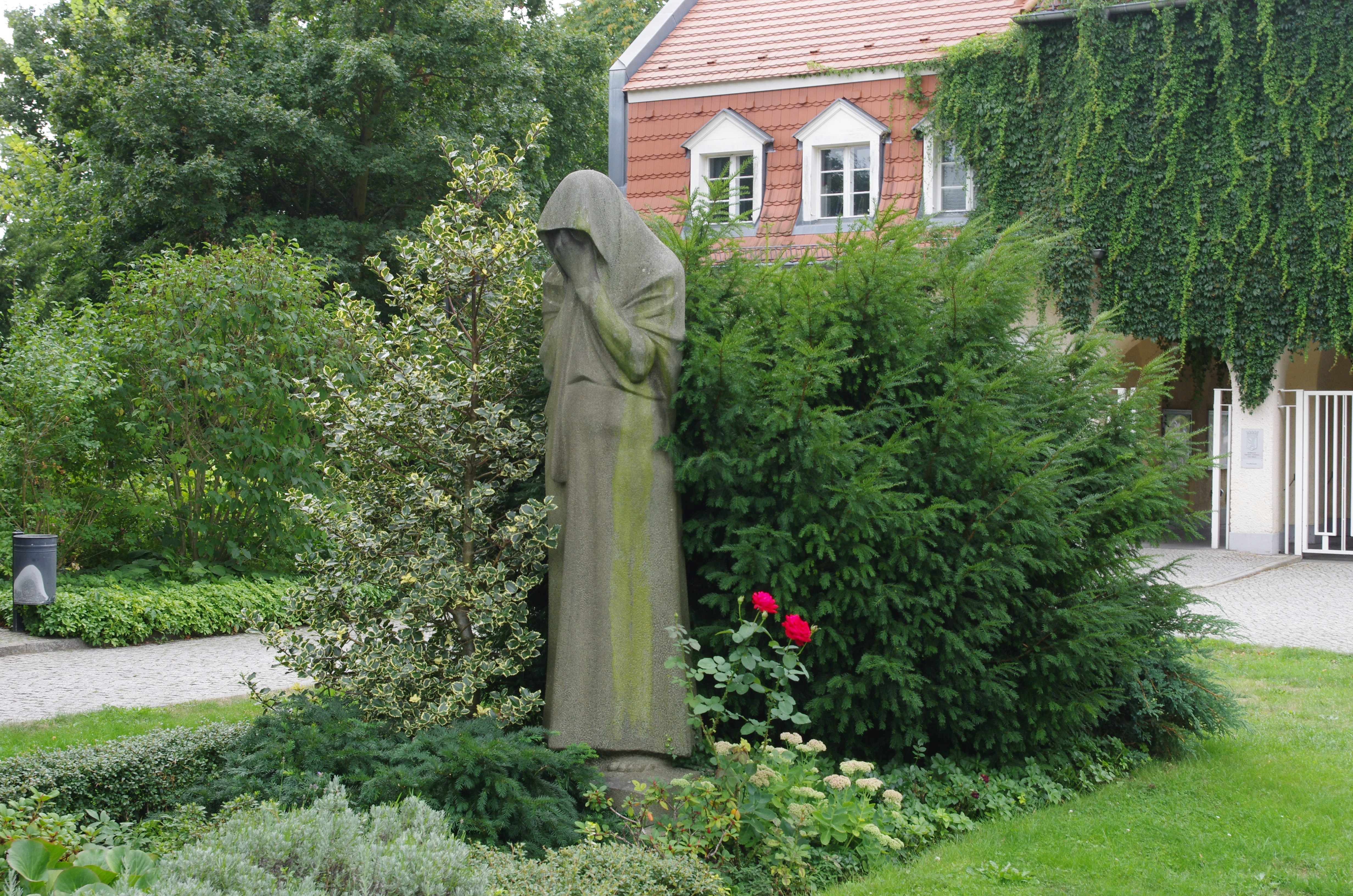
Skulptur „Die Trauernde“ von Fritz Cremer (1947)

Der 1911 eingeweihte „Alte Teil“ des Friedhofs Baumschulenweg liegt westlich der Kiefholzstraße (Kiefholzstraße 211). Im Norden grenzt er an den Britzer Verbindungskanal an, von Westen nach Süden wird das Gelände durch die Südostallee begrenzt, während von Norden in südöstlicher Richtung die Kiefholzstraße die Grenze zum ab 1936 angelegten „Neuen Teil“ des Friedhofs Baumschulenweg darstellt. Hier befinden sich auch der Besuchereingang sowie ein Parkplatz.
In der Mitte des alten Friedhofsteils steht das Krematorium, wobei es sich bei dem heutigen Gebäude (errichtet 1996–1999) bereits um die dritte Feuerbestattungsanlage an dieser Stelle handelt.
Auf dem Gelände des alten Friedhofsteils wachsen etwa 2800 Bäume, daher ist er nach deutscher Waldnorm als Waldfriedhof eingestuft.
Auf dem Friedhof Baumschulenweg sind drei Grabstätten als Ehrengräber des Landes Berlin gewidmet, welche sich alle im alten Friedhofsteil befinden:
- Franz Künstler (1888–1942), Politiker (SPD)
- Georg Pniower (1896–1960), Landschaftsarchitekt
- Alfred Grotjahn (1869–1931), Mediziner und Begründer der Sozialhygiene in Deutschland

Südlich des Krematoriums befindet sich ein 1913 nach Plänen von Ernst Harrich angelegter Urnenhain  mit etwa 550 Grabmalen unterschiedlicher Form (darunter fast 190 Schmuckurnen in Formen des Historismus, Jugendstils und Art déco, rund 260 Grabsteine auf Sockeln sowie fast 100 Kissensteine aus verschiedenen Gesteinsarten). Zentrales Element ist ein runder Brunnen. Der 1913 angelegte Urnenhain ist eines der letzten Zeugnisse einer künstlerisch geprägten Grabmalkultur in Berlin. Seit Mitte der 1980er Jahre fanden hier keine Beisetzungen mehr statt. Die Anlage war lange verwahrlost und überwuchert. Von Oktober 2019 bis Juli 2021 wurde sie restauriert, die Kosten in Höhe von ca. 490.000 Euro trugen das Bezirksamt Treptow-Köpenick und das Landesdenkmalamt Berlin.
Eine Reihe von als Gräber der Opfer von Krieg und Gewaltherrschaft beider Weltkriege geführten Grabstätten von Zivilisten und Soldaten befinden sich in verschiedenen Abteilungen des alten Friedhofsteils, wobei es sich sowohl um Urnen- als auch um Erdbestattungen handelt.
Im Ehrenhain der 1195 ermordeten Antifaschisten in der Abteilung G1 des alten Friedhofsteils, links vom Krematorium, erinnert seit 1956 ein Gedenkstein des Bildhauers Fritz Cremer mit Versen von Walter Dehmel an 1195 Opfer der Nationalsozialismus, deren Asche hier bestattet wurde.
Vor dem Eingang zum alten Friedhofsteil steht die Sandstein-Skulptur „Die Trauernde“, die 1947 ebenfalls von Fritz Cremer geschaffen wurde. Sie ist die Nachbildung einer von drei Sandsteinfiguren, die ursprünglich zum Gedenken an die Opfer des Nationalsozialismus auf dem Wiener Zentralfriedhof entstanden.

### Neuer Friedhofsteil

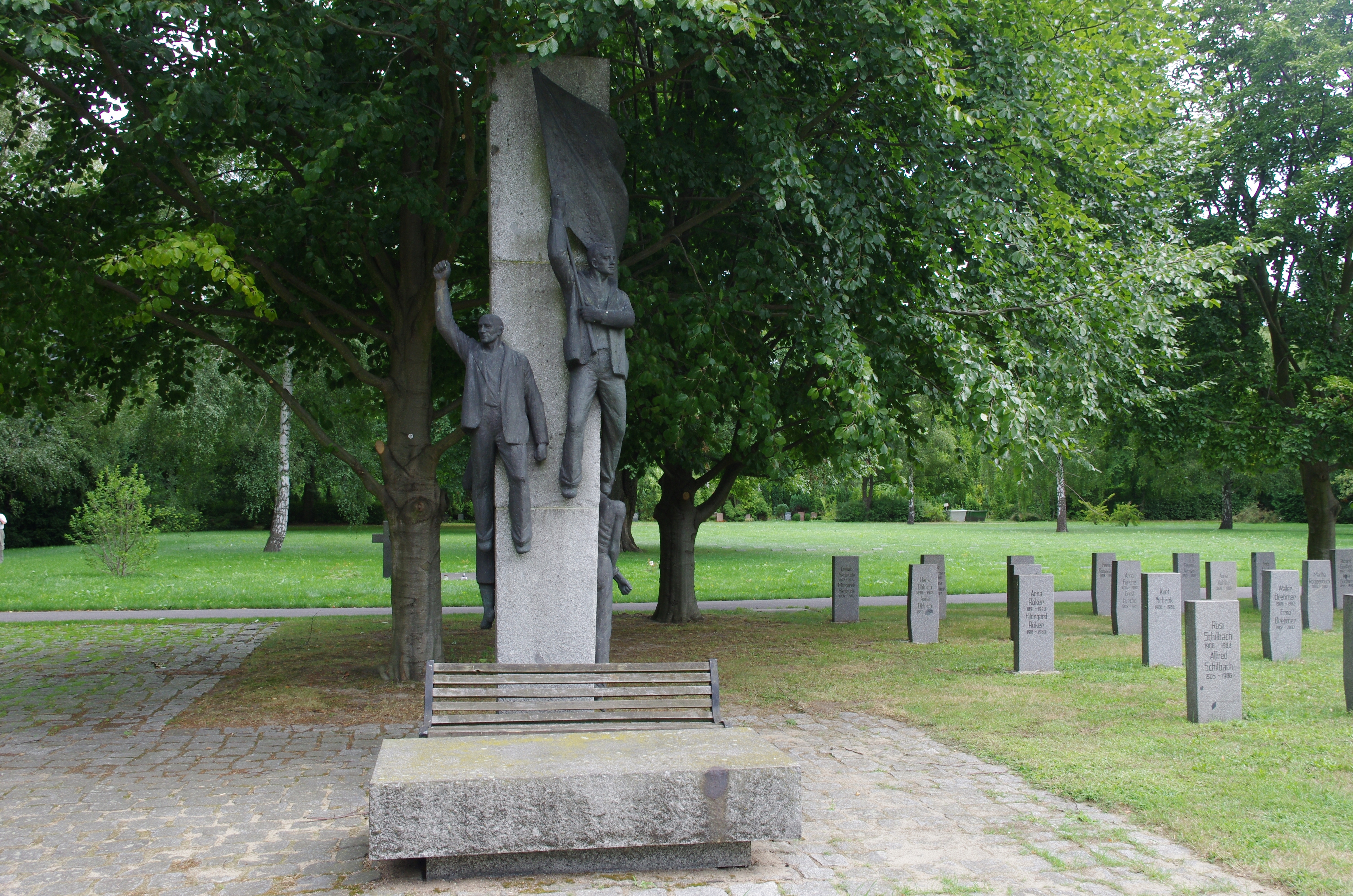
Freiheitskämpfer-Stele (Gerhard Thieme, 1981) beim Ehrenhain für die Verfolgten des Nationalsozialismus

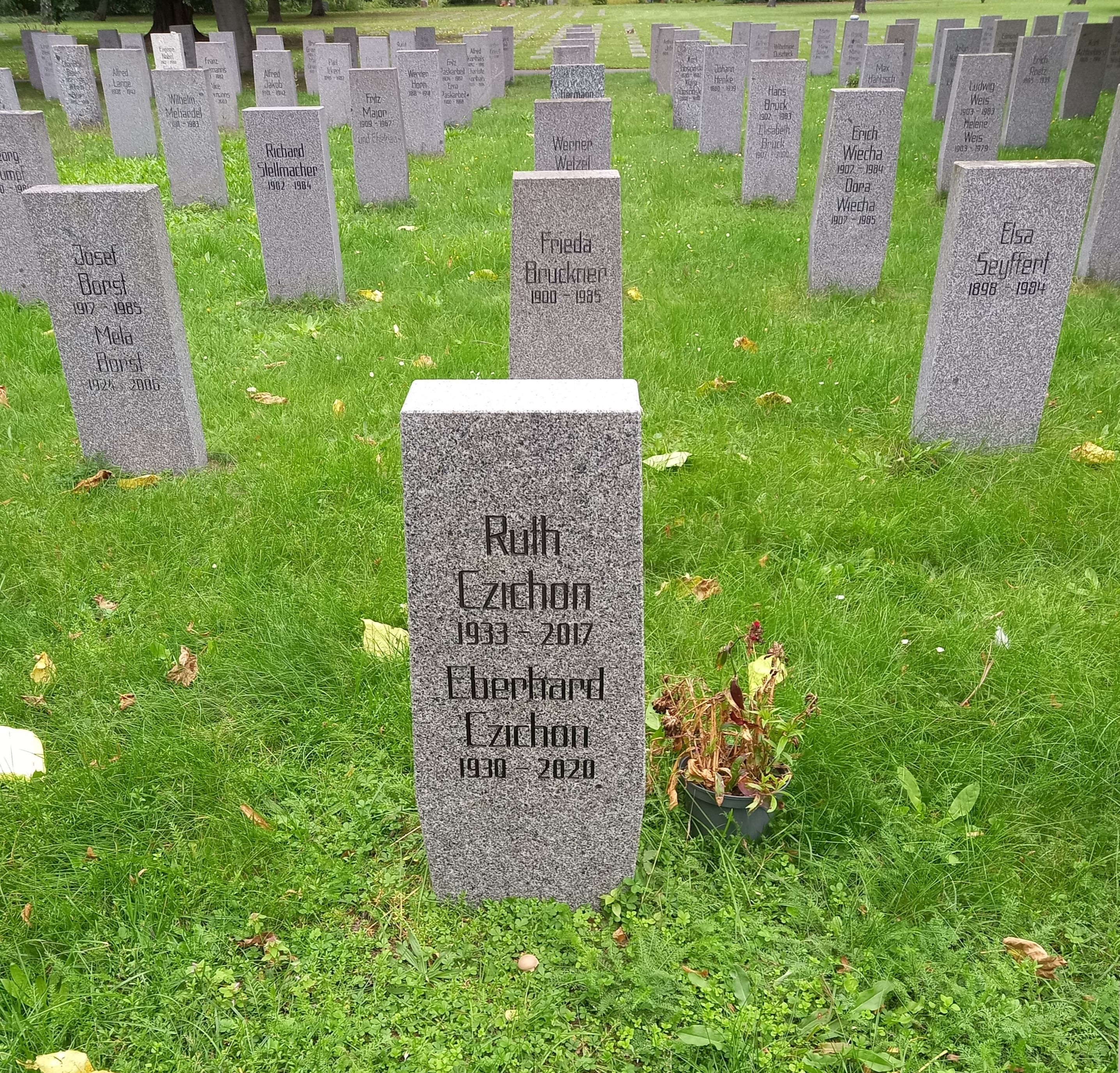
Grab von Eberhard Czichon im Ehrenhain für die Verfolgten des Nationalsozialismus

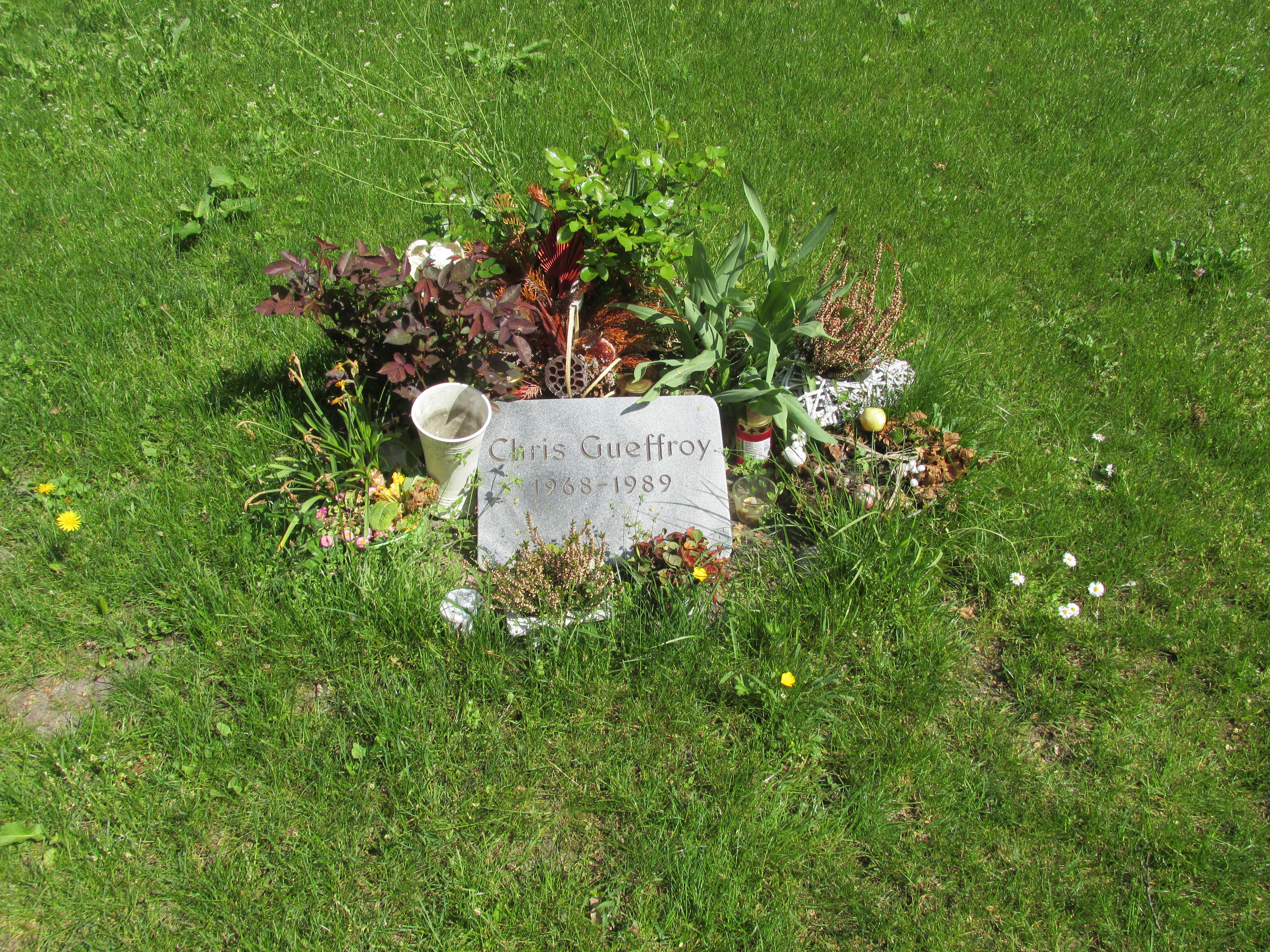
Grab von Chris Gueffroy

Der 1936 bis 1939 angelegte „Neue Teil“ des Friedhofs Baumschulenweg liegt östlich der Kiefholzstraße (Kiefholzstraße 222) wurde aufgrund des anhaltenden Bevölkerungswachstums im Süden Berlins und dem daraus folgenden steigenden Bedarf an Begräbnisstätten angelegt. Als geeignetes Grundstück erwies sich ein Gelände unmittelbar gegenüber des alten Friedhofsteils, das mehrere Jahrzehnte als landwirtschaftliche und gärtnerische Anbaufläche genutzt wurde und auf der sich ein Turnplatz befand.
Der im Sommer 1939 fertiggestellte neue Friedhofsteil umfasste die Fläche von 17,5 Hektar. Für seine  Planung und Gestaltung war der Stadtgartendirektor Josef Pertl verantwortlich, der ihn als Musteranlage und Beispiel für moderne Friedhofsgestaltung konzipierte. So trennte eine Steinmauer, hinter der sich ein breiter Grünstreifen befand, den Friedhof von der Kiefholzstraße. Die Gräberfelder wurden von Hecken aus einheimischen Sträuchern und Gehölzen rund herum eingefriedet. Breite, rechtwinklig angelegte Wege führten durch Gräberfelder zu einem größeren Platz, der für Gedenkfeiern und militärische Beerdigungszeremonien vorgesehen war. Die etwa 30.000 im neuen Friedhofsteil vorgesehenen Grabstätten sollten einheitlich aussehen, um die Gleichheit des Menschen im Tode zu versinnbildlichen.
Den Haupteingang zum neuen Friedhofsteil flankieren noch heute zwei gleichartig gehaltene Torhäuschen, die man anfangs als Feierhalle nutzte.
Die Begräbnisfläche für Soldaten des Zweiten Weltkrieges im neuen Friedhofsteil enthält ebenfalls sowohl Urnen- als auch um Erdbestattungen. 1996 wurde ein Gedenkstein der italienischen Regierung und 2000 ein Gedenkstein der polnischen Regierung in der Abteilung E9 aufgestellt, welche an die Zwangsarbeiter bzw. Soldaten aus diesen Nationen erinnern. Sie tragen Namen oder vielfach auch die Aufschrift „Unbekannter Soldat“.
Nördlich des Haupteingangs zum neuen Friedhofsteil steht die Freiheitskämpfer-Stele aus Lausitzer Granit mit vier Bronzefiguren, die 1981 vom Bildhauer Gerhard Thieme geschaffen wurde. Sie erinnert an die antifaschistischen Widerstandskämpfer sowie die Kämpfer für den Aufbau des Sozialismus, die hier begraben liegen. Die vier Figuren symbolisieren den Sieg der Arbeiterklasse und stehen mit dem die Freiheitskämpfer-Stele umgebenden Ehrenhain für die Verfolgten des Nationalsozialismus (VdN-Anlage) in Beziehung. Eine weitere leicht variierte Version dieser Stele befindet sich auf dem Friedhof Adlershof.
Im bereits erwähnten Ehrenhain für die Verfolgten des Nationalsozialismus (VdN-Anlage) sind u. a. Erich Lodemann, Paul von Essen, Eberhard Czichon, Ernst Engelberg, Hans Schnitzler und Werner Waldeyer bestattet.
In Sichtweite der 1981 von Thieme geschaffenen Stele fand das letzte Todesopfer an der Berliner Mauer im Bezirk Treptow, Chris Gueffroy, seine letzte Ruhestätte.

## Hier bestattete Personen (Auswahl)
- Willi Baumgart (1903–1975)
- Wilhelm Beier (1905–1988)
- Len Beurton  (1914–1997)

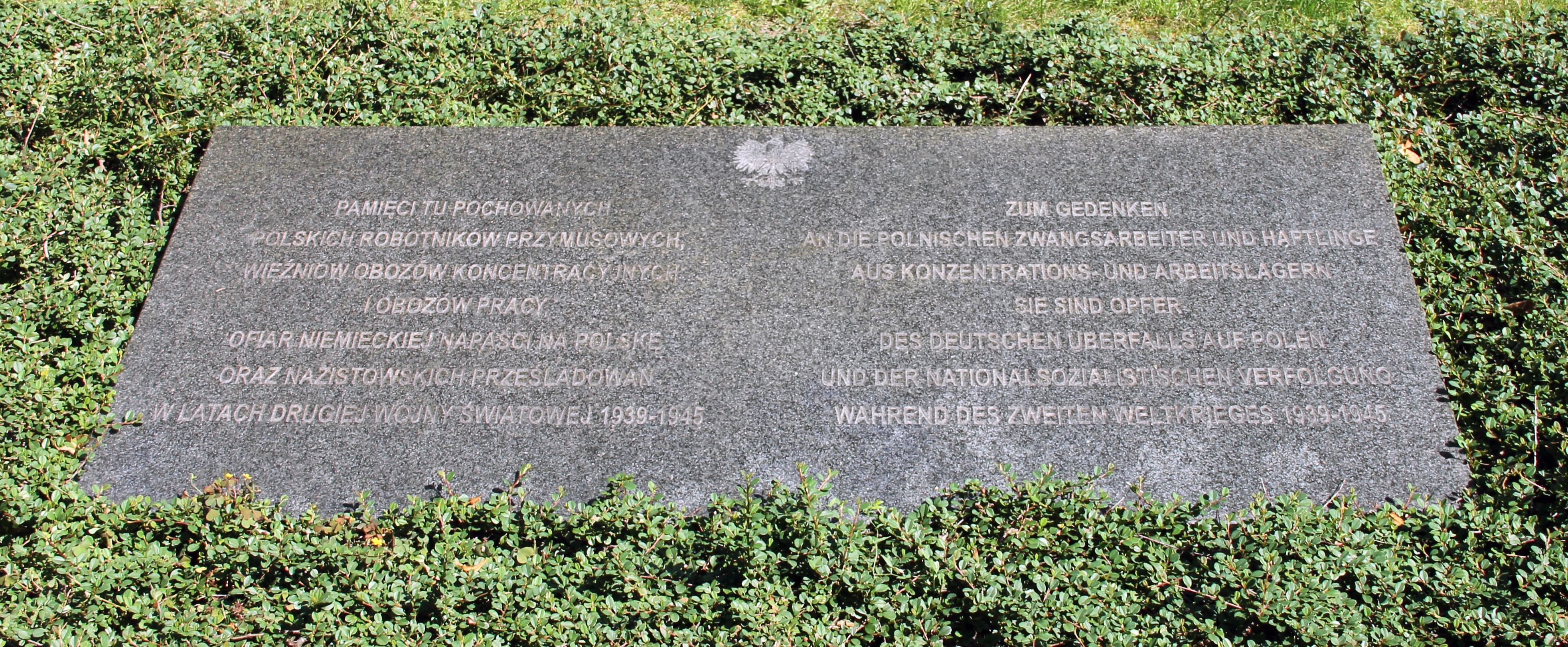
Gedenkstein der polnischen Regierung, 2000

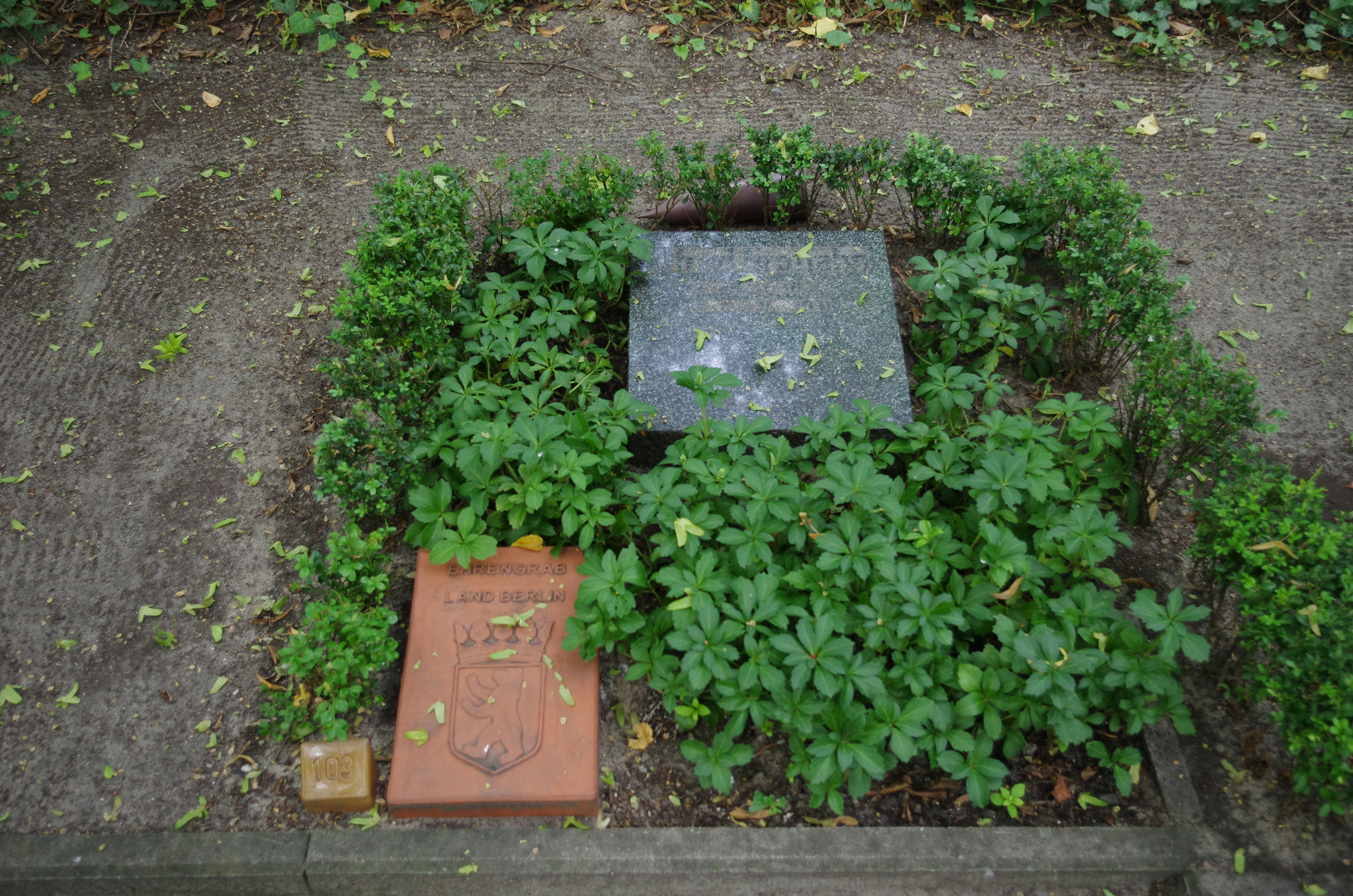
Ehrengrab von Alfred Grotjahn

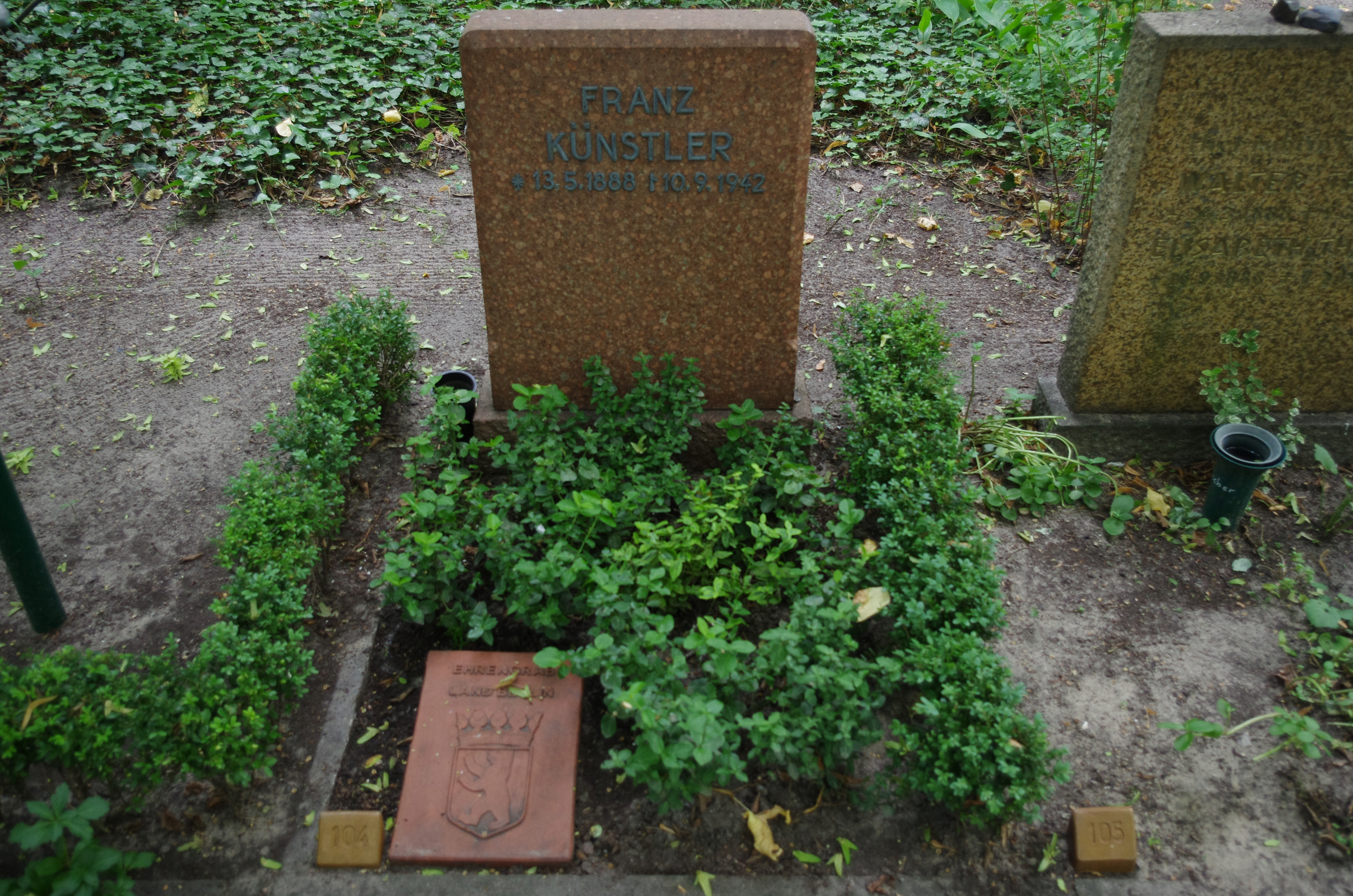
Ehrengrab von Franz Künstler

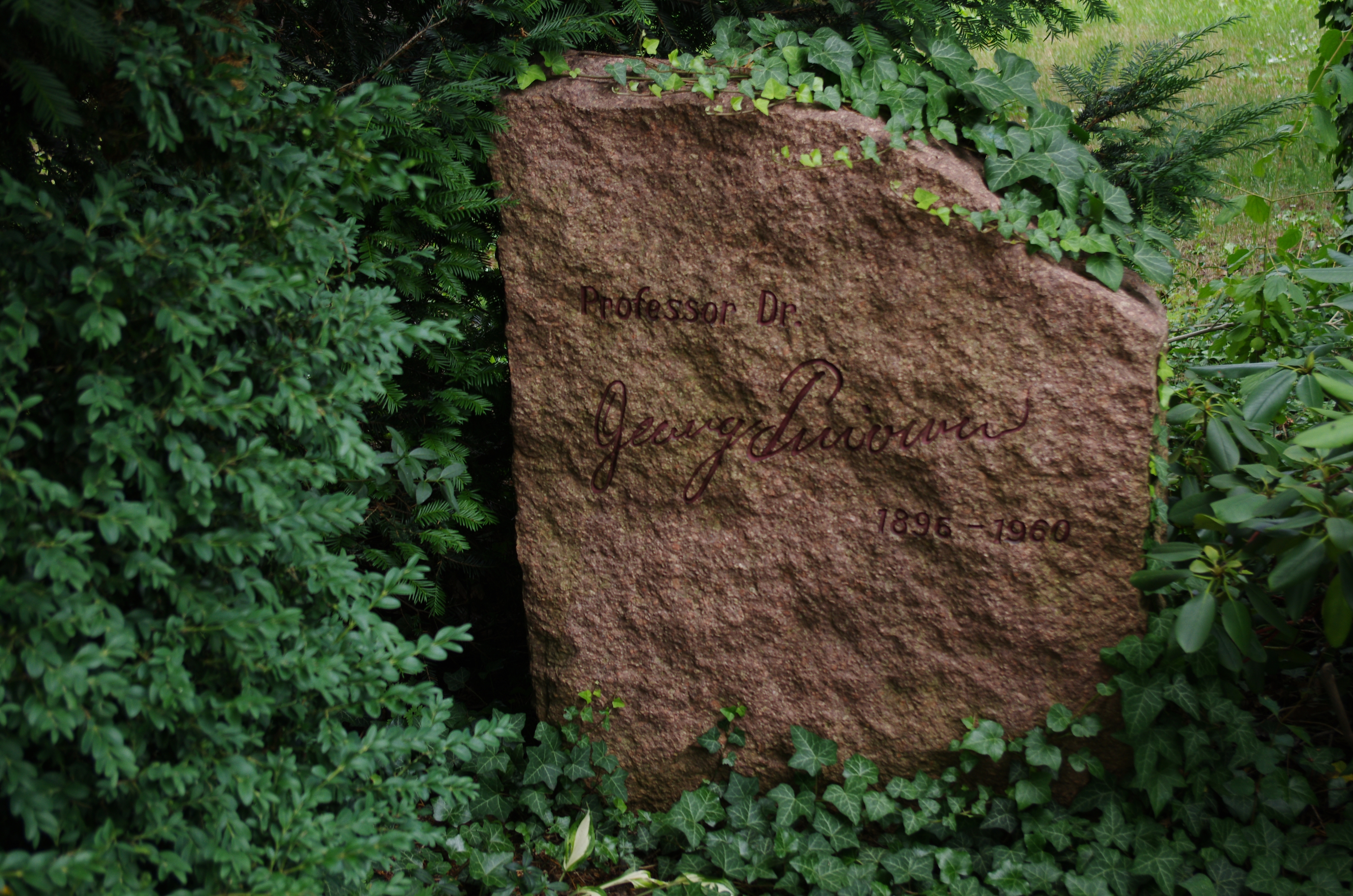
Ehrengrab von Georg Pniower

- Josef Borst  (1917–1985) in der VdN-Anlage
- Dieter Brandes (1946–1966), Maueropfer
- Eberhard Czichon (1930–2020) in der VdN-Anlage
- Heinz Eichler (1927–2013)
- Ernst Engelberg (1909–2010) in der VdN-Anlage
- Paul von Essen (1886–1933) in der VdN-Anlage
- Wolfgang Glöde (1949–1962), Maueropfer
- Alfred Grotjahn (1869–1931), Ehrengrab
- Chris Gueffroy (1968–1989), Maueropfer
- Fritz Hasselhuhn (1910–1943)
- Irene Heller  (1913–1986)
- Wolfgang Hoffmann (1942–1971), Maueropfer
- Heinz Keßler (1920–2017)
- Paul Körner-Schrader (1900–1962)
- Ruth Krenn (1909–1997) in der VdN-Anlage
- Franz Künstler (1888–1942), Ehrengrab
- Erna Lenz (1900–1955)
- Erich Lodemann (1909–1944)
- Fritz Maqué (1898–1948)
- Erich Markowitsch (1913–1991) in der VdN-Anlage
- Ludwig Marmulla (1908–1990)
- Leo Menter (1892–1966)
- Wolfgang Mönke (1927–1986)
- Ernst Mundt (1921–1962), Maueropfer
- Charlotte Müller (1901–1989)
- Günter Nobel (1913–2007) in der VdN-Anlage
- Georg Pniower (1896–1960), Ehrengrab
- Hans Räde  (1921–2018)
- Fritz Schiller (1912–1992) in der VdN-Anlage
- Kurt Schmeißer	(1909–1982)
- Hans Schnitzler (1908–1985) in der VdN-Anlage
- Clara Schuch (1879–1936)
- Heinrich Stock  (1917–1977)
- Gerald Thiem (1928–1970), Maueropfer
- Beate Ulbricht (1944–1991), Adoptivtochter von Walter und Lotte Ulbricht, anonym beigesetzt
- Werner Waldeyer (1913–1983) in der VdN-Anlage
- Ruth Werner  (1907–2000)
- Harald Werthmann (1924–1984)
- Doris Wetterhahn (1921–1983)
- Walter Vosseler (1908–1981) in der VdN-Anlage